# Isomira
Isomira är ett släkte av skalbaggar som beskrevs av Étienne Mulsant 1856. Isomira ingår i familjen svartbaggar.
Släktet innehåller bara arten Isomira murina.

## Bildgalleri

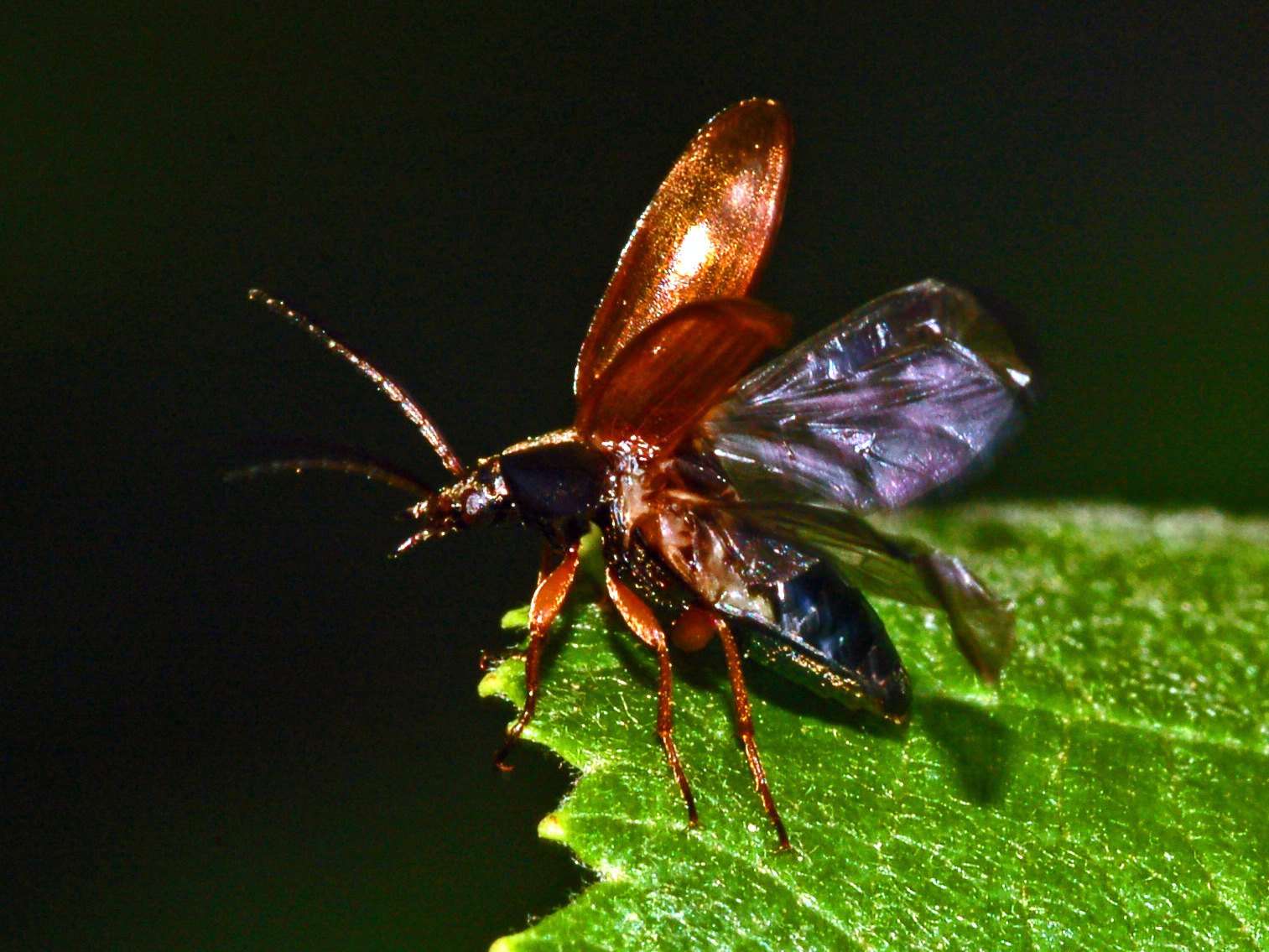